# 延世大学校
延世大学校（ヨンセだいがっこう、英称: Yonsei University）は、ソウル特別市西大門区延世路50に本部を置く大韓民国の私立大学である。1885年に設置された。大学の略称は延世大、延大（ヨンデ）。

## 概説
韓国では、ソウル大学校・高麗大学校と共に「SKY」と呼ばれる3大トップの最難関大学の一つである。
- 総長: 第20代総長 尹東燮（ユン・ドンソプ、윤동섭）
- 学生数
  - 学部: 28,940人 (2021)
  - 大学院: 11,528人 (2021)
- 教授: 6,235人 (2021)
- モットー: 真理はあなたがたに自由を得させるであろう。（VERITAS VOS LIBERABIT  "Then you will know the truth, and the truth will set you free." 진리가 너희를 자유케 하리라.)
- スローガン: YONSEI, Leading the Way to the Future
- 象徴動物: 鷲 (Eagle)
- 象徴色: ローヤルブルー (Royal Blue)

## 歴史

### 創始期

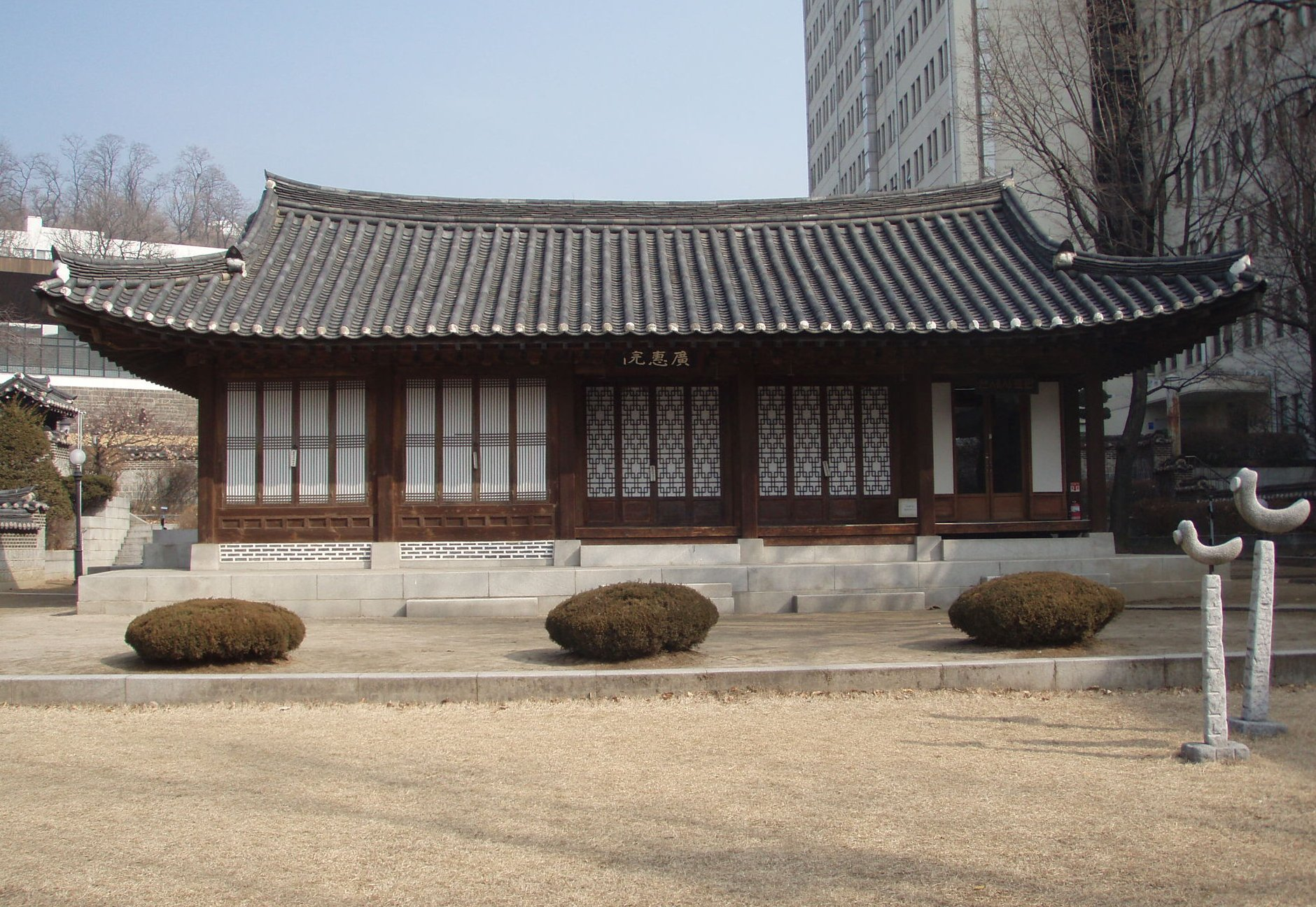
廣惠院

1885年4月10日、ホレイス・ニュートン・アレン博士によって朝鮮王朝では初となる西欧型の王立の官僚・医療人材養成機関の廣惠院が設立された。同年4月23日には濟衆院に改名し病院を設置した。1893年7月16日、トロント大学からオリバー・R・エビスン (Oliver R. Avison) が派遣されたが、1894年財政難により長老派教会に移管された。1899年にアメリカのL・H・セブランス (Louis Henry Severance) から寄付された基金を元に、
1900年には濟衆院医学校として再編された。1904年、Severance Medical Collegeが創設され、1917年には朝鮮教育令に基づく私立セブランス連合医学専門学校が発足した。
一方、1915年アメリカ人長老派宣教師H・G・アンダーウッドが儆新学校大学部を設立し、1917年4月には、長老派、メソジスト派、カナダ宣教部などの合同により、朝鮮教育令に基づく私立延禧専門学校が発足した。これらの同一の学院内に於いてChosun Christian Collegeが設置され、さらに文学科・神学科・商学科・数物学科・応用化学科・農学科が認可を得た。

### 第二次世界大戦の終戦後

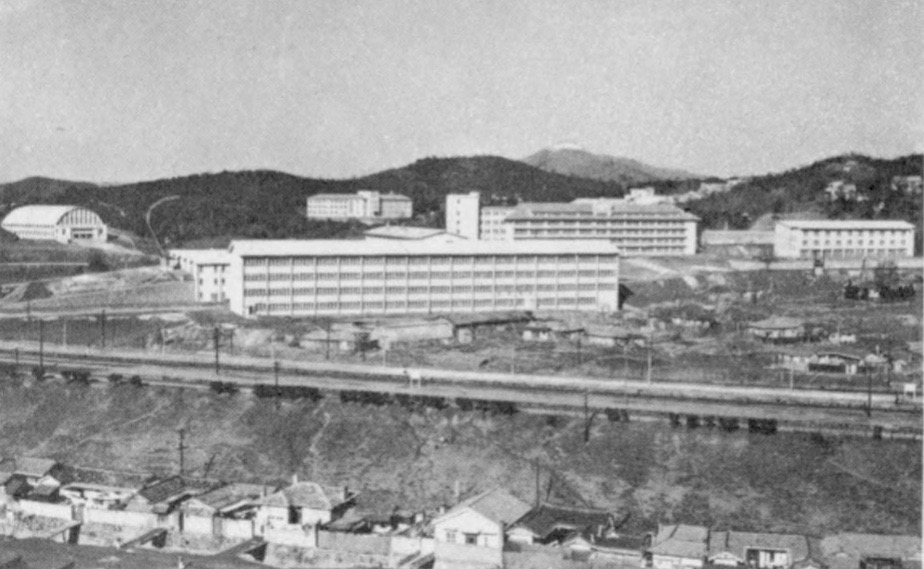
1966年頃

第二次世界大戦の終戦後の1946年、総合大学の延禧大学校として発足し韓国では初の男女共学が実施された。1957年、同じ長老派の延禧大学校とセブランス医科大学の統合をもって延世大学校として名称を改めることとなった。
未来キャンパス は原州基督病院の設立者のフローレンス・ジェシー・マリー博士 (Dr. Florence Jessie Murray)の遺志により原州基督病院から1976年に寄贈を受け、翌年の1977年に医科大学分校として開設された。また、未来キャンパスの校地はDAEWOO(大宇)グループの創始者の金宇中(経済学科卒)による母校への寄贈を受け入れたものである。
国際キャンパス は国家高等教育改新計画の一環として、物流・医療・先端科学を中心とする応用学問の育成を目標とし、2006年、韓国経済自由区域(Korean Free Economic Zones) 内の614,654 ㎡の敷地面積で設置された。
日本の慶應義塾大学とは単位・学位の相互認定協定を結んでおり、東日本大震災の際には慶應義塾大学へ震災義援金を贈った。慶應義塾大学とは日本の大学初となる学術交流協定を締結した。

## アンダーウッド国際大学
2006年に、全て英語で講義が行われるアンダーウッド国際大学 (Underwood International College) が設立された。国際大学の学生数を増加させ、これを土台に英語講義の割合や外国人の教授及び学生の割合を高めることを意図している。
2006年の設立以降は、国内外学生を誘致している。特に厳格な学士管理と特化教育に対し、アメリカのニューズウィークではアジアの代表的な英語専用学部として取り上げられた。

## 教育及び研究

### 開設大学

#### 新村キャンパス
文科大学（人文学部自由専攻人文学系列）
- 国語国文学科
- 英語英文学科
- 中国語中国文学科
- ドイツ語ドイツ文学科
- フランス語フランス文学科
- ロシア語ロシア文学科
- 史学科
- 哲学科
- 心理学科
- 文献情報学科

商経大学（商経学部自由専攻商業経済学系列）
- 経済学科
- 応用統計学科

経営大学（経営学部自由専攻商業経済学系列）
- 経営学科

法科大学（法学部法学系列）
- 法学科

社会科学大学（社会科学部自由専攻社会科学系列）
- 政治外交学科
- 行政学科
- 言論広報映像学部
- 社会学科
- 社会福祉学科
- 文化人類学科

教育科学大学（教育学部教育学系列）
- 教育学科
- 体育教育学科
- 社会体育学科

音楽大学（音楽学部芸術学系列）
- 教会音楽科
- 声楽科
- 器楽科
- 作曲科

神科大学（神学部）
- 神学科

理科大学（理科学部自由専攻理学系列）
- 数学科
- 物理学科
- 化学科
- 地球システム科学科
- 天文宇宙学科
- 大気科学科

工科大学（工学部自由専攻工学系列）
- 化工生命工学科
- 電気電子工学科
- 建築工学科
- 都市工学科
- 土木・環境工学科
- 機械工学科
- 新素材工学科
- 情報産業工学科
- コンピューター科学科
- グローバル融合工学部

生命システム大学（生命科学部自由専攻生命学系列）
- 生物学科
- 生化学科
- 生命工学科

生活科学大学（生活科学部自由専攻生活科学系列）
- 衣類環境学科
- 食品栄養学科
- 住居環境学科
- 児童家庭学科
- 生活デザイン学科

医科大学（医学部医学系列）
- 医学科

歯科大学（歯学部歯学系列）
- 歯医学科

看護大学（看護学部看護学系列）
- 看護学科

アンダーウッド国際大学（アンダーウッド国際学部国際学系列）
- アンダーウッド学部
- アジア学部
- テクノアート学部
- 融合人文社会学部
- 融合科学工学学部

グローバル人材大学（グローバル人材学部国際学系列）
- グローバル人材学部

#### 国際キャンパス
学部大学（人文学・社会学・商業経済学・理科学・工学・社会環境建築システム学・生命科学・生活科学・人工知能融合学・国際学・医学・歯学・看護学・薬学）
- 新村キャンパス全学部全学科1年生
- 自由専攻学部1年生

医予科
歯医予科
薬学大学
工科大学 グローバル融合工学部
- IT融合専攻

アンダーウッド国際大学
- アンダーウッド学部
- アジア学部
- テクノアート学部
- 融合人文社会学部
- 融合科学工学学部

### 大学院

#### 専門大学院
- 連合神学大学院
- 国際学大学院
- 情報大学院
- コミュニケーション大学院
- 社会福祉大学院
- 経営専門大学院

#### 特殊大学院
- 教育大学院
- 行政大学院
- 工学大学院
- 言論広報大学院
- 法務大学院
- 生活環境大学院
- 経済大学院
- 看護大学院
- 政経大学院
- 保健環境大学院

#### 未来キャンパス
グローバル創意融合大学
人文コンテンツ学部 自由融合系列
- 国語国文学深化専攻
- 英語英文学深化専攻
- 歴史文化学・グローバル韓国学深化専攻
- 哲学深化専攻

経営学部 自由融合系列
- 経営学深化専攻

社会科学部 自由融合系列
- 経済学深化専攻
- グローバル行政学深化専攻
- 国際関係学深化専攻

東アジア国際学部 (EastAsia International College(EIC)
- East Asian Politics and Culture
- East Asian Economy and Business

グローバル エリート学部
- 韓国文化・経営専攻
- グローバル産業経営専攻
- デジタル メディア デザイン専攻
- 口腔保健学専攻
- 医療映像および放射線科学専攻
- 再活治療学専攻

デザイン芸術学部 自由融合系列
- 産業デザイン深化専攻
- 視覚デザイン深化専攻
- デジタルアーツ深化専攻

科学技術融合大学
環境エネルギー工学部 自由融合系列
- 環境工学深化専攻
- 環境親化エネルギー工学深化専攻

自然科学部 自由融合系列
- 物理および物理学・環境工学深化専攻
- 化学および医化学深化専攻

生命科学技術学部 自由融合系列
- 生命科学技術学深化専攻
- バイオ産業学深化専攻
- パッケージングおよび物流学深化専攻

ソフトウェア デジタル ヘルスケアー融合大学
- 臨床病理学科
- 物理治療学科
- 作業治療学科
- 放射線学科
- 歯衛生学科

医工学部 自由融合系列
- 医工学専攻
- バイオ工学専攻

保健行政学部 自由融合系列
- 保健行政学深化専攻
- 保健医療情報管理学専攻

原州看護大学
- 看護学科

原州医科大学
- 医学科

## 施設

### アンダーウッド館（本館）
大学の象徴であるメインビルディングのアンダーウッド館（本館）は、米国ニューヨークのマーフィー・アンド・ダナ建築事務所によって設計され、1924年に竣工した建物である。日本の立教大学のメインビルディングであるモリス館（本館／1918年竣工）も同じマーフィー・アンド・ダナ建築事務所によって設計されており、隣接する左右の建物の配置を含めて、よく似た雰囲気を持ち合わせている。

### 延世大学校 金大中図書館
延世大学校金大中図書館(Kim Dae-Jung Presidential Library and Museum) は、大韓民国第15代大統領の金大中の生前の意向により延世大学校に帰属したアジア初の大統領記念図書館である。

### 付属病院
延世大学校医療院は、セブランス病院、歯科大学病院、江南セブランス病院（ソウル特別市江南区）、龍仁セブランス病院（京畿道龍仁市）、セブランス精神健康病院（京畿道広州市）、原州セブランス基督病院（江原道原州市）で構成されている。セブランス病院は、2007年に韓国では初となる国際医療機関評価委員会の認証を獲得した

### 延世大学校・University of Cambridge Milner Therapeutics Institute
延世大学校とケンブリッジ大学が保健・医療分野の共同研究所を 未来キャンパス 内のに設置し、新薬および感染症の研究、医療機器の研究開発を行っている。

## 行事
春に“大同祭”と言う学園祭が開催され、在校生ですらチケットの入手が困難になる程の盛り上がりを見せる。
9月末頃には高麗大学校との交流戦である延高戦（延大生には「延高戦」、高大生には「高延戦」と呼ばれる）が開催される。これは1929年に始まった両校の前身である延禧専門学校と普成専門学校の交流戦である延普戦が起源となっている。サッカー、ラグビー、野球、アイスホッケー、バスケットボールの5ヶ種目で両校のチームの試合が行われる。日本における早慶戦（慶早戦）と同じように、競技の結果だけではなく、両大学の応援合戦も熾烈であり、競技が終わる土曜日の夕方には両校のキャンパスにおいて車両の出入りを規制したうえで、盛大な打ち上げパーティーが行われる。
通常、毎年5月頃学園祭を行うが、この期間「AKARAKA」と大学応援団で主催する行事がある（学生会主催ではない） 。チケット価格の収入に加えて企業の後援もあり、毎年有名アイドルや芸能人が公演を行っている。
- 延世大学・香港大学・慶應義塾大学の3大学合同で東アジア研究プログラム（Three-Campus Comparative East Asian Studies Program）を行っている。
- 同志社大学の今出川キャンパスには尹東柱の詩碑が現存している。
- 立教大学には尹東柱国際交流奨学金が設けられている[7]。
- 延世大学校の各々のキャンパスは現行の教育法律上、同じ学校法人が設立した大学である。未来キャンパスは新村キャンパスの分校であり独立的に行政が行われる。
- 延世大学校金大中図書館(Kim Dae-Jung Presidential Library and Museum) は、金大中元大統領の自宅があったソウル特別市麻浦区東橋洞(新村路4-5-26)に位置し、延世大学校の建築物の中ではメインキャンパスの外部に存在する唯一の建物である。自宅書斎の2万冊の書籍と生前の持ち物などが寄贈され展示館の機能も兼ねている。

## 評価
イギリスの国際高等教育の情報・評価機関である"Quacquarelli Symonds"社による「QS世界大学評価ランキング2026」の調査に於いて、延世大学校は世界50位 を占める。この順位はアジアの私立大学としては１位を占める。（早稲田大学-世界196位、慶応義塾大学-世界215位）
なお、イギリスの国際高等教育の情報・評価機関の "The Times Higher Education' 社による「The Times Higher Education世界大学評価ランキング2023」の調査に於いて、延世大学校の医学部は 世界32位 を占める。（ 東京大学 - 世界31位、ソウル大学校 - 世界41位）

## 日本の協定校（締結順）
- 慶應義塾大学
- 東京大学
- 東北大学
- 京都大学
- 一橋大学
- 東京科学大学
- 理化学研究所
- 名古屋大学
- 九州大学
- 北海道大学
- 大阪大学
- 神戸大学
- 千葉大学
- 国際連合大学
- 東京外国語大学
- 東京芸術大学
- 早稲田大学
- 法政大学
- 明治大学
- 中央大学
- 国際基督教大学
- 上智大学
- 武蔵大学
- 南山大学
- 同志社大学
- 青山学院大学
- 立教大学
- 岡山大学
- 国際教養大学
- 関西学院大学
- 立命館大学
- 東京歯科大学
- 山形大学

## 著名な出身者
- 金碩洙 - 最高裁判所判事、第34代国務総理
- 金宇中 - 大宇(DAEWOO)グループ創業者
- 金昊淵 - ピングレ会長、大韓民国国会議員
- 金賢美 - 国会議員・第4代国土交通部長官
- 韓昇洙 - 駐米大使、財政経済院長官、大韓民国外交通商部長官・国務総理
- 尹 館 - 大韓民国最高裁判所裁判官・第12代最高裁判所長官
- 康京和 - 国連事務総長特別補佐官・大韓民国第38代外交部長官
- 盧英敏 - 大韓民国政府第19代大統領秘書室長・首席秘書官
- 李萬燮 - 大韓民国第14代・第16代国会議長
- 宋永吉 - 共に民主党前代表、大韓民国国会議員
- 伊豆見元 - 国際関係学者、静岡県立大学教授
- イ・ヨンスク - 社会言語学者、一橋大学教授
- 尹起重 - 経済学者、大韓民国第20代大統領 尹錫悅の父親・延世大学校名誉教授・元韓国経済学会会長、
- 朴相基 - 大韓民国第65代法務部長官
- 朴範界 - 大韓民国第68代法務部長官
- 朴順愛 - ソウル大学校行政大学院教授、大韓民国第60代教育部長官・大韓民国政府副総理
- 馬光洙 - 文学者・評論家・作家
- 禹相虎 - 国会議員・共に民主党院内代表・最高議員
- 韓 江 - 文学者・ノーベル文学賞受賞作家・ソウル芸術大学校 教授
- 柳榮夏 - 弁護士・大韓民国国家人権委員会常任委員
- 崔俸京 - ソウル大学校法科大学・ソウル大学校法学専門大学院 教授
- ポン・ジュノ - 映画監督、脚本家
- ホ・ジノ - 映画監督
- チェ・ヒソ - 女優
- 尹東柱 - 詩人
- パク・ジニョン - シンガーソングライター、音楽プロデューサー、JYPエンターテインメント創業者
- 李順喆 - 元韓国プロ野球選手、野球指導者
- 金庚泰 - プロゴルファー、2010年日本ツアー賞金王
- 金民友 - サッカー選手、サガン鳥栖所属
- 南昇佑 - サッカー選手、ジェフユナイテッド市原・千葉所属
- 孫延在 - 新体操選手
- 李宇暎 - 元サッカー選手、スポーツ科学者、専修大学法学部准教授、同大学サッカー部コーチ
- 金宣求 - ラグビーユニオン選手、リコーブラックラムズ所属
- ペク・ジョンウォン - 料理研究家、実業家
- 李韓烈 - 学生運動家 6月民主抗争の英雄